# Задирака Владислав Анатолійович
Владислав Анатолійович Задирака — солдат Збройних Сил України, учасник російсько-української війни, що загинув у ході російського вторгнення в Україну в 2022 році.

## Життєпис
Владислав Задирака народився 1997 року в місті Рубіжному на Луганщині. З початком повномасштабного російського вторгнення в Україну перевіз свою сім`ю до Трускавця, а сам повернувся обороняти рідну землю на Сході України. Обіймав військову посаду солдата-гранатометника мотопіхотного батальйону Збройних Сил України. Загинув Владислав Задирака у ранковому важкому бою (близько 8:40) 3 квітня 2022 року, внаслідок бойового зіткнення та масового артилерійського обстрілу поблизу міста Попасна на рідній Луганщині. Чин прощання із загиблим відбувся 13 квітня 2022 року в церкві Благовіщення Пресвятої Богородиці (ПЦУ) в м. Трускавці. Поховали загиблого в Трускавці на Львівщині.

## Родина
У загиблого залишилися дружина трирічна донечка та мати

## Нагороди
- Орден «За мужність» III ступеня (2022, посмертно) — за особисту мужність і самовіддані дії, виявлені у захисті державного суверенітету та територіальної цілісності України, вірність військовій присязі[3].